# Shebenik
Der Shebenik (albanisch auch Shebeniku) ist ein 2261 m ü. A. hoher Bergzug im Osten Albaniens. Er liegt im Qark Elbasan östlich der Stadt Librazhd zwischen dem Tal des Shkumbin und der Grenze zu Nordmazedonien, die hier durch den Gebirgszug der Jablanica (2257 m ü. A.) gebildet wird.
Der Berg Shebenik ist rund 15 Kilometer lang und rund zehn Kilometer breit. Der Haupthöhenzug verläuft von Nordnordwest nach Südsüdost. Auf der Westseite haben sich lange Täler gebildet und an den Shkumbin-nahen Flanken finden sich zahlreiche Dörfer. Das Gebiet östlich des Bergs wird von der Bushtrica entwässert, die den Berg im Süden umrundet und bei Qukës in den Shkumbin mündet.
Rund 1200 Meter nördlich des Gipfels Maja e Shebenikut mit 2251 m ü. A. liegt die noch etwas höhere Maja e Reshpës, die eine Höhe von 2262 m ü. A. erreicht. Im Bergzug gibt es noch mehrere andere Gipfel, die Höhen über 2000 Meter erreichen, darunter die Maja e Kudenishtit (2015 m ü. A.) im Nordwesten, die Maja e Dupkës (2113 m ü. A.) und die Maja e Buturakut (2050 m ü. A.) im Nordosten, die Maja e Fursit (2194 m ü. A.) etwas südöstlich des Hauptgipfels und noch einige unbenannte Gipfel zwischen letzterer und der Maja e Lartë (1964 m ü. A.), die den südlichen Abschluss bildet.
Der vor allem aus Ultrabasischem Gestein bestehende Berg ist insbesondere in der Gipfelregion stark glazial geprägt. Es finden sich – zum Teil auf einer Höhe von über 2000 Meter – mehrere kleine Bergseen, darunter der Shebenik-See und die Rajca-Seen, und Kare. Im Süden, auf beiden Seiten des Bushtrica-Tals, finden sich Minen, in denen nickel- und kupferhaltige Eisenerze abgebaut werden.
Der Berg liegt im Herzen des Nationalparks Shebenik-Jablanica. Die Bergregion mit viel Wald – vor allem Eichen und Buchen – ist nur an den Rändern besiedelt. Sie ist ein wichtiges Rückzugsgebiet für den stark gefährdeten Balkanluchs, einer Unterart des Eurasischen Luchs.